# Parablastothrix plugarui
Parablastothrix plugarui är en stekelart som beskrevs av Trjapitzin 1971. Parablastothrix plugarui ingår i släktet Parablastothrix och familjen sköldlussteklar.
Artens utbredningsområde är:
- Tyskland.
- Ungern.
- Moldavien.

Inga underarter finns listade i Catalogue of Life.